# Nototodarus
Genre
Nototodarus est un genre de mollusques céphalopodes de l'ordre des Teuthida (calmars) et de la famille des Ommastrephidae.

## Liste des espèces
Selon World Register of Marine Species (4 août 2010) :
- Nototodarus gouldi (McCoy, 1888)
- Nototodarus hawaiiensis (Berry, 1912)
- Nototodarus philippinensis Voss, 1962
- Nototodarus sloanii (Gray, 1849)